# 包稅 (荷蘭)
荷蘭的包稅（荷蘭語：Belastingpacht），即是一種税收並非由政府，而是當局出租徵稅權限予特定私人，由之代為徵稅的制度。在荷蘭共和國時代，這種做法在很長一段時期内都很普遍，尤其於间接税方面。
在其規則裡，每個年度都會舉辦競標，特定稅款的徵收權利是由出價最高者投得；中標人為合約會向政府支付租金，而徵收內超出額度的一切獲得都歸包稅人自己所有。該系統背后的基本原理是，通過外包徵稅權，地方當局可以減少於徵收上花費力氣。此外，包稅人也會更嚴己律責地徵稅，因為這樣做是可令其個人更有收益。
然而，在實際活動當中，在社會各方面尤其普通人層面，是對包稅人是存在著很大的不滿。在1748年的佃户暴动之後，該制度在共和國基本上被廢除了。從此之後的荷蘭徵稅就通過所謂的Collecte進行，這意味著是由政府系統任命和監督起徵稅官吏。在法國是存續了包稅租賃制直到法国大革命，化學家安托万·拉瓦锡在那場革命裡作為包稅人被送上了斷頭台。

## 文獻
- - F.N. Sickenga, Bijdrage tot de geschiedenis der belastingen in Nederland, Leiden 1864, p. 300-308.（荷兰文）
  - B.D. Poppen, De belasting op het gemaal in Stad en Lande, 1594-1856, Uithuizen 2004.（荷兰文）